# NGC 3430
NGC 3430 est une galaxie spirale barrée située dans la constellation du Petit Lion. NGC 3430 a été découverte par l'astronome allemand William Herschel en 1785.

## Caractéristiques
Sa vitesse par rapport au fond diffus cosmologique est de 1 869 ± 20 km/s, ce qui correspond à une distance de Hubble de 27,6 ± 2,0 Mpc (∼90 millions d'al).
À ce jour, 22 mesures non basées sur le décalage vers le rouge (redshift) donnent une distance de 26,359 ± 5,425 Mpc (∼86 millions d'al), ce qui est à l'intérieur des valeurs de la distance de Hubble.
La classe de luminosité de NGC 3430 est III et elle présente une large raie HI.

## Trou noir supermassif
Si on se base sur les mesures de luminosité de la bande K de l'infrarouge proche du bulbe de NGC 3430, on obtient une valeur de 106,6 {\displaystyle M_{\odot }} (4,0 millions de masses solaires) pour le trou noir supermassif qui s'y trouve.

## Supernova
La supernova SN 2004ez a été découverte dans NGC 3430 le 15 octobre 2004 à Yamagata au Japon par l'astronome japonais Koichi Itagaki. Cette supernova était de type II.

## Groupe de NGC 3396 et Holm 218
NGC 3430 fait partie du groupe de NGC 3396. Ce groupe de galaxies comprend au moins 11 galaxies : NGC 3381, NGC 3395, NGC 3396, NGC 3424, NGC 3430, NGC 3442, UGC 5898, IC 2604, PGC 32631, UGC 5934 et UGC 5990.

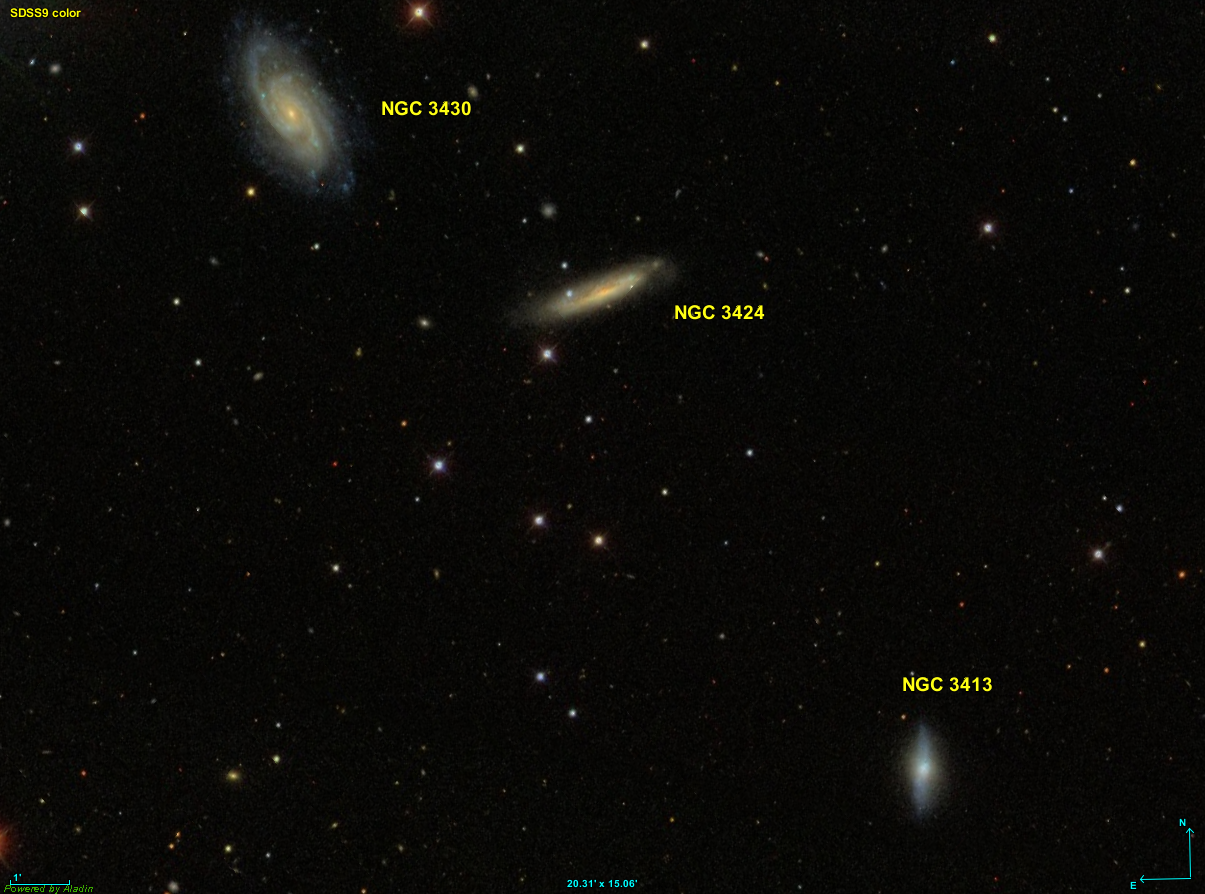
Les trois galaxies de Holm 218

Selon un article publié par de Vaucouleurs et Corwin en 1976, NGC 3413, NGC 3424 et NGC 3430 forment un trio de galaxie catalogué sous le nom de Holm 218. Cependant, NGC 3413 est à environ 29 millions d'années-lumière, alors que les deux autres galaxies sont respectivement à 68 et 72 millions d'années-lumière. De plus, NGC 3424 et NGC 3430 figure dans le groupe de NGC 3396, alors que NGC 3413 ne s'y trouve pas. Il semble donc peu probable que Holm 218 forme réellement un trio de galaxies en interaction.